# Spirit of Tasmania

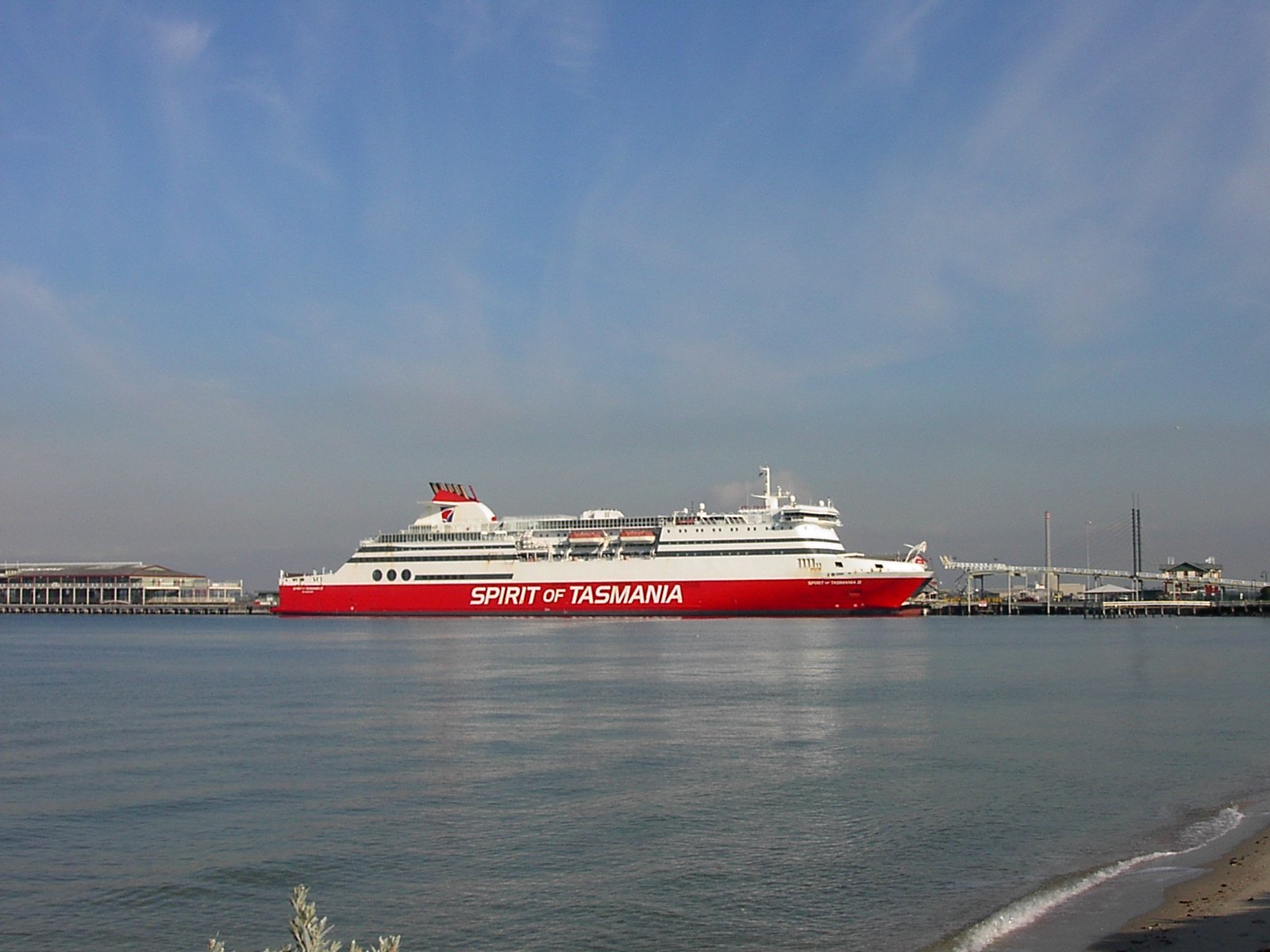
Spirit of Tasmania II Port Melbourne

Spirit of Tasmania (Geest van Tasmanië) is de naam van een veerdienst tussen het vasteland van Victoria in Australië over de Straat Bass naar Tasmanië.
Er wordt door de rederij gevaren met twee schepen, Spirit of Tasmania I en II gebouwd in 1998 in Finland. Er werd tot 23 oktober 2022  vertrokken vanuit Port Melbourne in Melbourne maar sindsdien vanuit een nieuwe terminal in Victoriaanse stijl met meer faciliteiten en parkeergelegenheid aan de Tasmania Quay in Geelong op ca. 75 kilometer afstand van Melbourne. Er wordt eerst gevaren door de Port Phillipbaai waarna de straat van Bass wordt overgestoken naar Devonport op Tasmanië. Een overtocht duurt ca. 10 à 12 uur afhankelijk van seizoen en tijdstip. Er is een vrijwel dagelijks nachtboot en in de zomer over het algemeen vier maal per week ook een dagboot. 
In Port Melbourne was de aanlegsteiger voor voetpassagiers dicht bij het eindpunt van tram 109 gelegen en was het centrum binnen een kwartier bereikbaar. Vanuit de nieuwe terminal in Geelong is het centrum van Melbourne minder snel bereikbaar, via treinstation North Shore op 1,4 km of North Geelong op 2 km afstand van de terminal. In Devonport is de afstand naar de belangrijkste steden Launceston en Hobart veel groter, 280 kilometer met een reistijd van ruim 3 uur met aansluitend busvervoer waarvoor op de boot kaartjes verkrijgbaar zijn.        
De schepen vervoeren passagiers, vracht en gemotoriseerd verkeer, voor de inwoners van Tasmanië de enige mogelijkheid om over te steken met hun voertuig. De schepen zijn voorzien van allerlei faciliteiten zoals hutten, bars en restaurants, winkels en vermaak. In 2024 en 2025  komen er twee nieuwe schepen, Spirit of Tasmania IV en V die ook in Finland worden gebouwd. Verwacht wordt dat deze nieuwe schepen respectievelijk eind 2024 en begin 2025 in Australië zullen aankomen.

## Geschiedenis
"TT-Line Company Pty Ltd" een rederij die in 1985 de veerdienst overnam van "Australian National Line" werd in augustus 1993 los gemaakt van het ministerie van Transport van Tasmanië maar bleef in overheidshanden waarbij de naam Spirit of Tasmania werd ingevoerd.

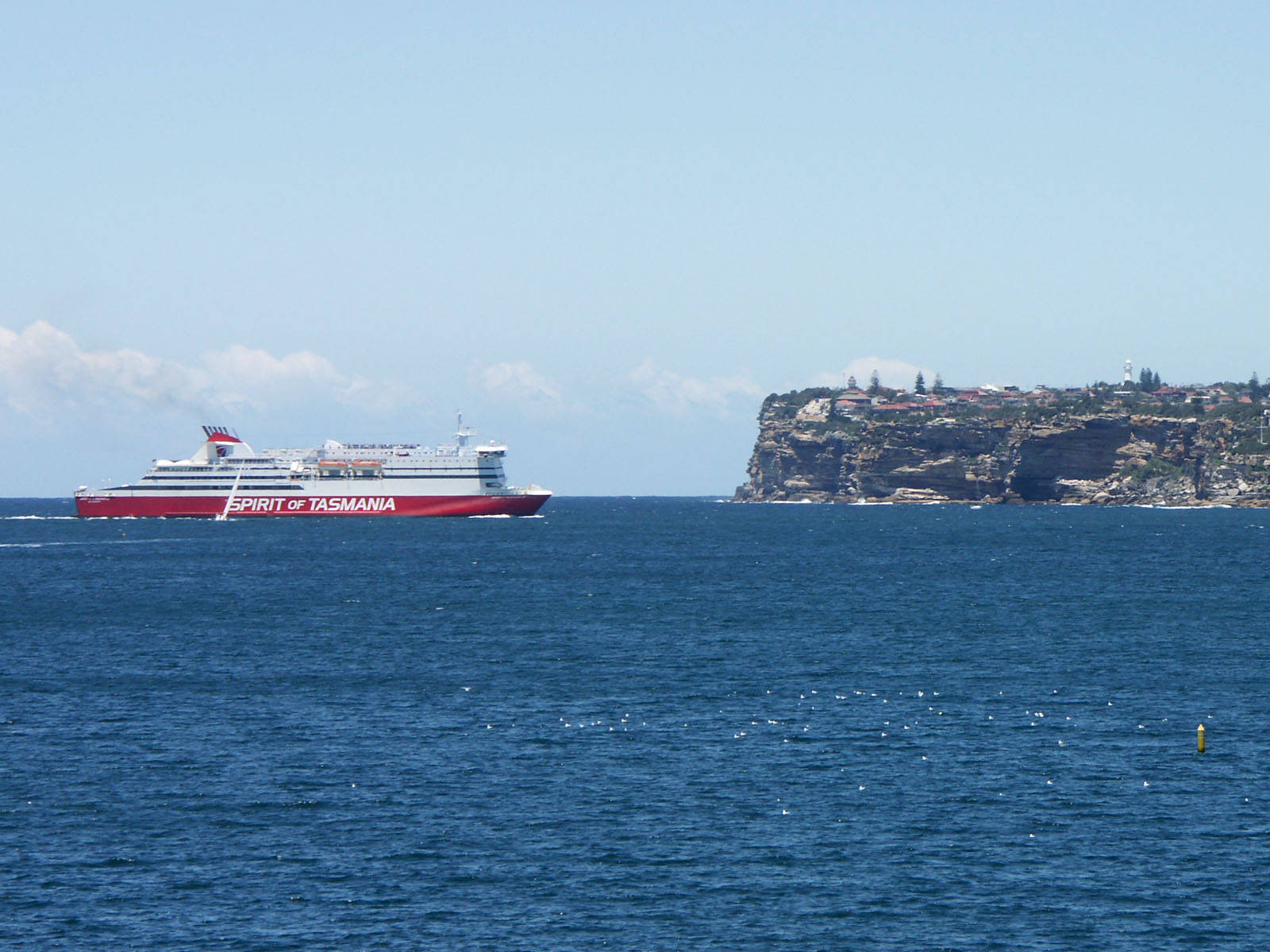
Spirit of Tasmania III nabij de haven van Sydney

In 2004 kwam er een derde schip, Spirit of Tasmania III, die werd ingezet op een veerdienst van Devonport naar Sydney welke tot 1976 door "Australian Trader" werd geëxploiteerd. Het schip was afkomstig van "Superfast Ferries" en in 1995 gebouwd als Superfast II. Spirit of Tasmania III voer vanaf 13 januari 2004 op de route van Devonport over de straat Bass en de Tasmanzee naar Sydney. Er werd vanuit Sydney ten westen van de Sydney Harbour Bridge vertrokken en er onder door gevaren. De boot vertrok niet dagelijks maar een aantal keer per week. Een overtocht duurde ca. 22 uur waarbij er een overnachting was inbegrepen. Op 28 augustus 2006 werd de veerdienst door de Tasmaanse regering weer stopgezet en het schip werd verkocht aan "Corsica Ferries" en omgedoopt tot "Mega Express Four".